# Little Caprice

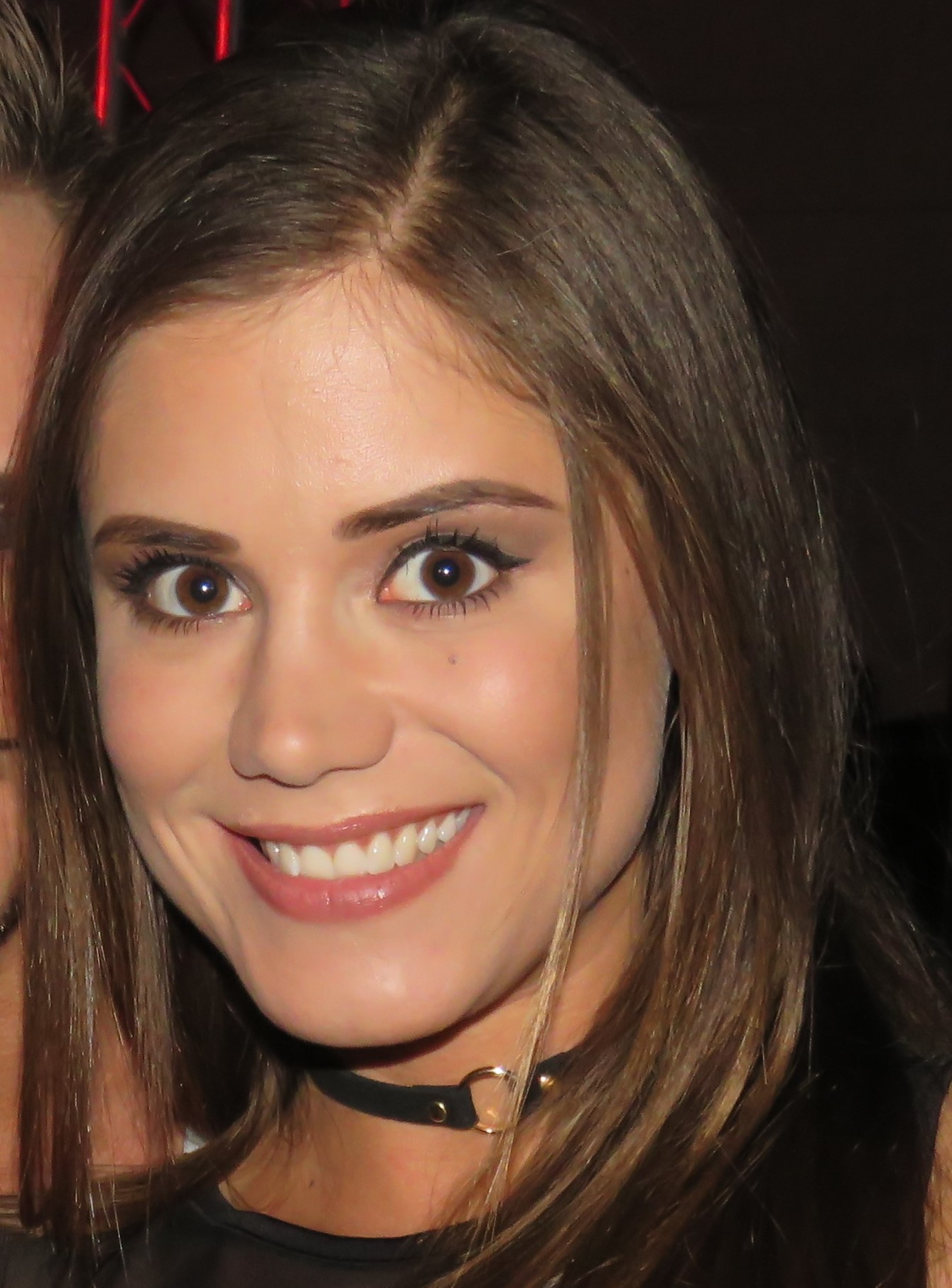
Little Caprice (2017)

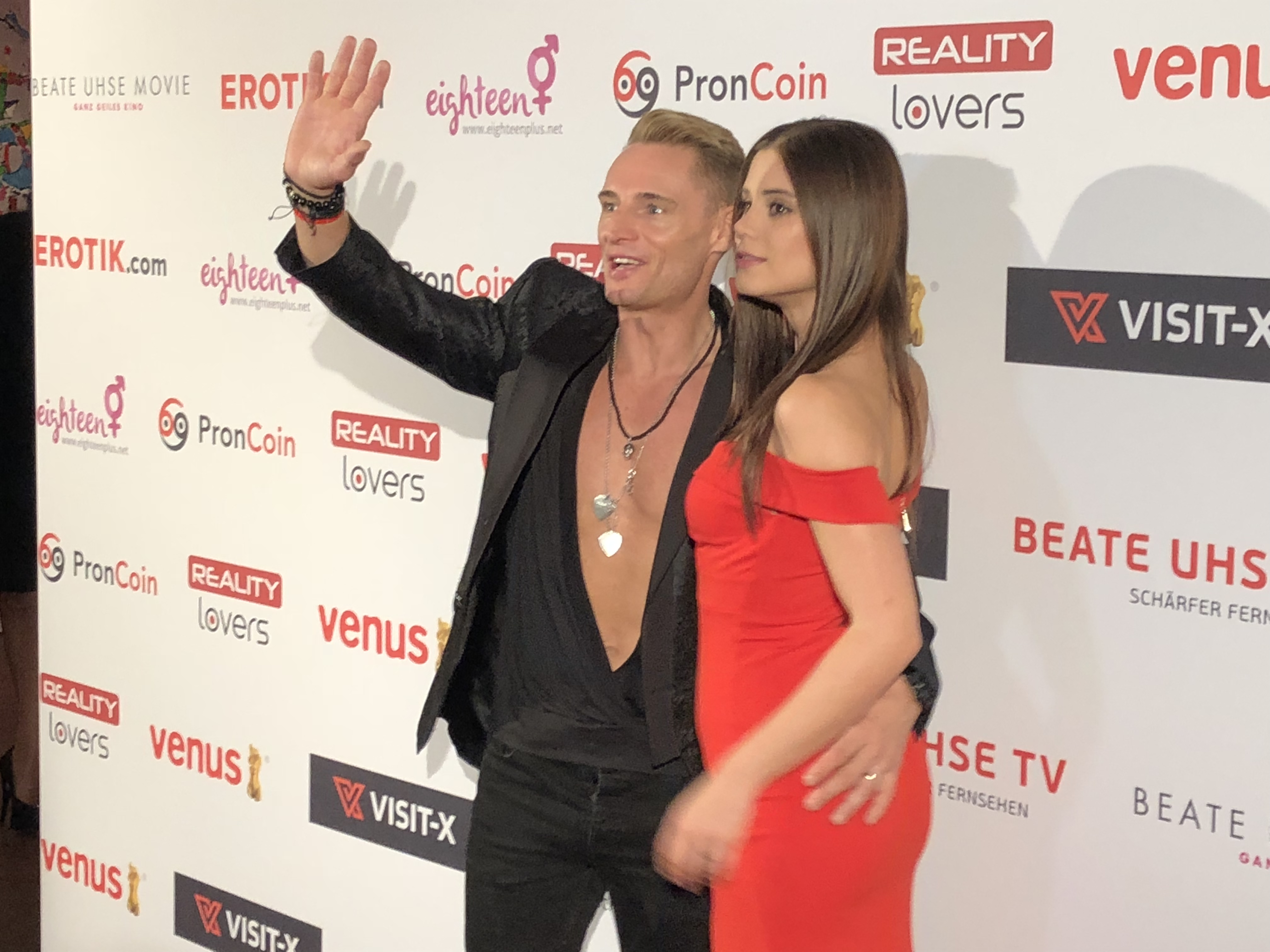
Little Caprice mit Marcello Bravo auf der Venus Berlin 2018

Little Caprice (* 26. Oktober 1988 in Brünn als Markéta Štroblová) ist eine tschechische Pornodarstellerin und -produzentin.

## Leben
Štroblová wuchs im tschechischen Brünn auf. Nach ihrem Universitätsabschluss als Ernährungswissenschaftlerin arbeitete sie anfangs in der Getränke- und Lebensmittelindustrie.
Danach begann sie in den späten 2000er Jahren zunächst bei Video Art Holland unter verschiedenen Pseudonymen wie Lola und Little Caprice in der Pornobranche zu arbeiten. Wegen einer Niereninsuffizienz musste Štroblová 2011 einige Zeit pausieren, verließ das Unternehmen und arbeitete später selbstständig weiter.
2014 erschien sie in einem interaktiven erotischen Onlinespiel, das vom Münchener Rotlichtmilieu-Unternehmen Villa Roma betrieben wird. Es folgten weitere  Produktionen, beispielsweise für MET ART, Nubilefilms, Babes.com und X-Art, die ihr 2015 mit einem Reizwäscheauftritt den fünften Platz des Rankings als Darstellerin des Jahres im Playboy America einbrachten. Im August 2016 startete Štroblová mit Littlecaprice.cz eine eigene Website und drei Monate später mit Marcello Bravo ihre eigene Produktionsfirma Littlecaprice-dreams.com, mit der sie in vier Jahren mehrere Awards gewann. Sie war als Flitzerin in einem Werbevideo für die Getränkemarke Almdudler zu sehen und gewann die AVN Awards Best Scene in a Foreign-Shot Production und Best Website. Im Jahr 2020 wurde sie in den USA bei den AVN Awards zur besten ausländischen Darstellerin gewählt.
Štroblova ist seit 2015 mit dem Österreicher Markus Schlögl alias Marcello Bravo verheiratet, der ebenfalls als Pornodarsteller tätig ist. Im Frühjahr 2020 wurde die Meldung verbreitet, dass das Ehepaar in Kooperation mit der Grazer Firma Hanfgarten ins Cannabis-Geschäft eingestiegen sei.

## Filmografie (Auswahl)
Die Internet Adult Film Database (IAFD) listet bis heute (Stand: Mai 2024) 622 Filme auf, in denen sie mitgespielt hat.
- 2008 Seduce Me 15
- 2009 Sporty Teens 10
- 2010 Young and Curious 1
- 2010 Sweethearts from Europe 4
- 2010 My Sexy Kittens 52
- 2011 Seventeen Collected Solo 8
- 2011 Teen Rebel
- 2011 My Sexy Kittens 56
- 2012 Hot, Shaved and Horny
- 2013 Seventeen Collected Lesbian 12
- 2014 Midnight Oil
- 2014 Turn the Heat Up
- 2015 Little Caprice Pumped
- 2015 Hu Cows
- 2015 Exite Me
- 2018 More than Porn 1 & 2
- 2019 Caprice Divas 1
- 2019 Wecumtoyou 1
- 2019 Young & Beautiful 8
- 2020 Xpervo Vol 1
- 2020 Natural Beauties 13
- 2022–2024  Buttmuse Vol 1 / 2 / 3
- 2023 SUPERPRIVATEX Vol 1 / 2
- 2024 XPERVO Vol 2
- 2024 POVdreams Vol 1
- 2024 Nasstyx Vol 1
- 2024 Streetfuck Vol 1
- 2024 Wecumtoyou Vol 2

## Auszeichnungen

### Als Darstellerin
Gewonnene Awards und Nominationen als Darstellerin:
- 2013: Twisty’s – Treat of the Month for July[12]
- 2016: Queen of Erotic
- 2016: AVN Award (Nominierung) – Best Sex Scene in a Foreign-Shot Production
- 2016: AVN Award (Nominierung) – Best Website Newcomer[13]
- 2018: XBIZ Award – Best Sex Scene
- 2018: Venus Award – Beste Darstellerin International[14]
- 2019: AVN Award – 7 Nominationen[15]
- 2019: Athen Erotic Art – Best Actress 2019 EU[16]
- 2019: Vixen – Angel of the Month (Februar)[17]
- 2019: Venus Award – Beste Darstellerin International[18]
- 2020: AVN Award – Female Foreign Performer of the Year[19]
- 2020: AVN Award (Nominierung) – Best Foreign-Shot Boy/Girl Sex Scene in Hot Wife Vacation
- 2020: AVN Award (Nominierung) – Best Foreign-Shot Group Sex Scene in WeCumtoYou 9
- 2020: AVN Award (Nominierung) – Best Oral Sex Scene in Forest Hunting
- 2020: AVN Award (Nominierung) – Best Three-Way Sex Scene: G/G/B in Threesome Fantasies 5
- 2020: XBIZ Europa Award (Nominierung) – Best Sex Scene in Glamcore, Taking Control[20]
- 2020: XBIZ Europa Award (Nominierung) – Best Lesbian Sex Scene
- 2021 AVN Award – Best Foreign-Shot All-Girl Sex Scene in Tender Kiss (zusammen mit Liya Silver)[21]
- 2022 AVN Award – Best International Lesbian Scene in Luscius (zusammen mit Lottie Magne)
- 2022: AVN Award – Female Foreign Performer of the Year[19]
- 2022: AVN Award – Best Group Sex Scene[19]
- 2023: AVN Award – International Female Performer of the Year[22]
- 2023: AVN Award – Best International All-Girl Sex Scene in Wonder Women (zusammen mit Agatha Vega)[22]
- 2023 Czech Erotic Award – Best Czech Female[23]
- 2024: AVN Award – Best International Group Sex Scene in Newly Engaged Swingers (zusammen mit Rika Fane, Stanley Johnson und Marcello Bravo)[24]

### Als Produzentin
Gewonnene Awards als Produzentin oder Betreiberin der Website Littlecaprice-dreams.com:
- 2018: Best Newcomer Website
- 2018: Best Erotic Website 2018 Republic Czech
- 2019: Athen Erotic Art – Best Membership Website 2019 EU[16]
- 2021: XBIZ Europa Award – Performer/Director Site of the Year
- 2022: XBIZ Europa Award – Performer/Director Site of the Year[25]
- 2024: XBIZ Europa Award – Performer/Director Site of the Year[26]